# The Book of Souls World Tour
Tournées par Iron Maiden
Maiden England World Tour
(2012-2014) Legacy of the Beast World Tour
(2018-2019)
The Book of Souls World Tour est une tournée du groupe britannique de heavy metal Iron Maiden, conçue pour promouvoir son seizième album studio, The Book of Souls. Lors de la première partie de la tournée, le groupe se produit dans 36 pays répartis sur six continents, incluant des concerts inédits au Salvador, en Lituanie et en Chine. Avec un total de 117 concerts, il s'agit de la plus longue tournée avec Bruce Dickinson au chant depuis la tournée Somewhere on Tour en 1986–1987. Le groupe, son équipe et les équipements sont transportés dans un Boeing 747-400 personnalisé surnommé Ed Force One et piloté par Bruce Dickinson. Devant le succès de la tournée, un album live couplé à un DVD intitulé The Book of Souls: Live Chapter sort en 2017.

## Contexte
L'intention d'Iron Maiden de partir en tournée pour promouvoir The Book of Souls est confirmée lors de la sortie de l'album le 18 juin 2015. Les projets de tournée doivent néanmoins être postposés jusqu'en 2016 pour permettre au chanteur Bruce Dickinson de se rétablir à la suite de son traitement contre une tumeur de la langue,. La tournée est officiellement annoncée par communiqué de presse le 25 août 2015, incluant un aperçu général de l'itinéraire du groupe avec des dates spécifiques devant être confirmées. Débutant en février 2016, le groupe visite 36 pays en passant par l'Amérique du Nord et du Sud, le Japon, la Chine, la Nouvelle-Zélande, l'Australie et l'Afrique du Sud avant de finir en août 2016 en Europe. Les dates de concerts du groupe en Chine, au Salvador et en Lituanie correspondent à ses premiers concerts dans ces pays tandis que ses concerts en Afrique du Sud sont les premiers avec Bruce Dickinson au chant (le groupe y avait déjà donné des concerts en 1995 avec Blaze Bayley au chant).
Les premières dates confirmées, annoncées le 14 septembre 2015, sont celles des concerts en Nouvelle-Zélande, Australie et Afrique du Sud,. Le 1er octobre 2015, le groupe dévoile son itinéraire américain, mettant en évidence Fort Lauderdale comme concert d'ouverture de sa tournée, avec un concert supplémentaire à Los Angeles ajouté le 13 octobre 2015. Quelques jours auparavant, le groupe avait également aanoncé les dates de concerts en Amérique centrale et Amérique du Sud, comprenant notamment son concert inédit au Salvador, et au Canada. Le 26 octobre 2015, le groupe ajoute un concert supplémentaire à Mexico. Le 12 janvier 2016, le groupe annonce des concerts à Shanghai et Pékin, ses premiers concerts en Chine, et confirme également son retour au Japon après huit ans d'absence, avec deux concerts à Tokyo.
Son concert inédit au Salvador est décrit comme étant le plus grand événement de l'histoire du pays, avec un public de 25 000 personnes, et pour lequel le groupe reçoit d'ailleurs les remerciements spéciaux du ministère du Tourisme du Salvador,.
D'octobre 2015 à février 2016, le groupe annonce également successivement ses concerts européens aux Pays-Bas, à Ullevi (Suède), à Oslo (Norvège) et Herning (Danemark),, Berlin (Allemagne), Wrocław (Pologne), Kaunas, son premier concert en Lituanie, Hämeenlinna (Finlande),, Moscou (Russie), Prague (République tchèque) , Italie, Madrid (Espagne), Luxembourg, Slovaquie, Croatie et Séville (Espagne).
Le groupa participe également à divers festivals lors de sa tournée en Europe, notamment au Graspop Metal Meeting en Belgique, aux Rock im Revier, Rockavaria et Wacken Open Air en Allemagne, au Download Festival à Paris et Donington, au Rock in Vienna en Autriche, au Sonisphere à Lucerne, au Volt Festival à Sopron, au Rock in Roma en Italie, aux Resurrection Fest et Rock Fest en Espagne,, au Rock the City à Bucarest et au Paléo Festival à Nyon.

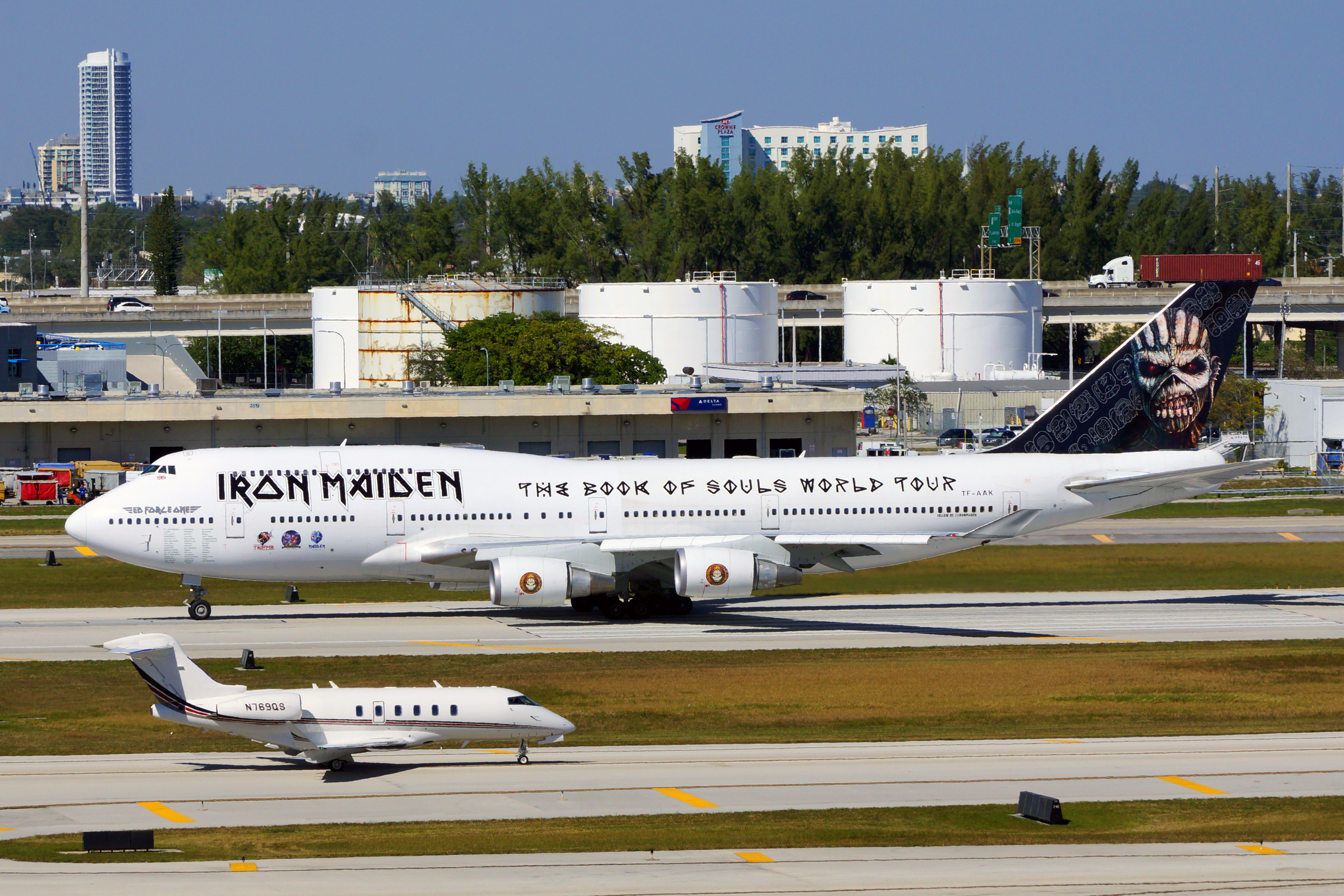
Le groupe décollant de Fort Lauderdale dans son Boeing 747-400 affrété par Air Atlanta Icelandic, son moyen de transport lors de la tournée.

Comme lors de ses tournées de 2008, 2009 et 2011, le groupe voyage avec son propre avion, surnommé Ed Force One d'après le nom de la mascotte du groupe, Eddie, bien qu'utilisant cette fois-ci un Boeing 747-400 affrété par Air Atlanta Icelandic plutôt que le plus petit Boeing 757 utilisé précédemment. Selon Bruce Dickinson, qui est un pilote qualifié et qui a piloté l'avion à ce titre, la taille plus élevée de cet avion a permis au groupe de voyager à des vitesses plus élevées et pendant plus longtemps, tout en étant capable de transporter l'ensemble du matériel sans que l'avion ne doive subir des agrandissements, ce à quoi le groupe avait dû recourir avec le Boeing 757. Ed Force One permet d'acheminer le groupe, les équipes et plus de douze tonnes d'équipement pour l'ensemble des concerts de la tournée,. Le 12 mars 2016, l'avion est impliqué dans une collision au sol avec une dépanneuse à l'aéroport international Arturo-Merino-Benítez de Santiago, alors qu'il est remorqué pour être ravitaillé en carburant, collision qui blesse deux opérateurs au sol et endommage le châssis de l'avion et deux de ses moteurs. Le groupe établit alors des plans d'urgence pour s'assurer que l'horaire ne soit pas affecté lors des réparations, dont le temps était alors estimé à deux semaines par Bruce Dickinson. Le 21 mars 2016, le groupe annonce que les réparations sont terminées et qu'Ed Force One rejoindra le groupe pour le reste de la tournée.
En septembre 2016, le groupe annonce que la tournée se poursuivra en 2017 avec les concerts en Europe, notamment en Belgique, en Allemagne, au Royaume-Uni et en Irlande,,. En janvier 2017, le groupe ajoute une série de concerts en Amérique du Nord devant se dérouler en juin et juillet 2017. Le 17 février 2017, un concert supplémentaire à New York, confirmé comme le dernier de la tournée, est ajouté. Finalement, le groupe s'est produit lors de 117 concerts dans 36 pays.

## Premières parties

### 2016
- The Raven Age tout au long de la tournée[55],[56].
- Anthrax au Mexique[57], Salvador[58], Costa Rica[59], Chili[60], Argentine[61], Brésil[62], Pologne[63] et Italie.
- Araña au Salvador[18].
- Ghost à Berlin[23], en Norvège[21] et au Danemark[22].
- Opeth en Suède[64].
- Sabaton en Finlande[65], Slovaquie[66] et Italie.
- Stratovarius en Finlande[65].
- Amon Amarth en Finlande[65].

### 2017
- Shinedown en Europe[50].
- Ghost en Amérique du Nord[53].
- Exodus à San Bernardino[67].
- Kamelot à San Bernardino[67].

## Dates des concerts
| Date                | Ville            | Pays             | Lieu                               |
| ------------------- | ---------------- | ---------------- | ---------------------------------- |
| Amérique du Nord    |                  |                  |                                    |
| 24 février 2016     | Sunrise          | États-Unis       | BB&T Center                        |
| 26 février 2016     | Tulsa            | États-Unis       | BOK Center                         |
| 28 février 2016     | Las Vegas        | États-Unis       | Mandalay Bay Events Center         |
| 1er mars 2016       | Monterrey        | Mexique          | Auditorio Citibanamex (en)         |
| 3 mars 2016         | Mexico           | Mexique          | Palais des sports                  |
| 4 mars 2016         | Mexico           | Mexique          | Palais des sports                  |
| 6 mars 2016         | San Salvador     | Salvador         | Stade Jorge-González               |
| 8 mars 2016         | San José         | Costa Rica       | Stade Ricardo Saprissa Aymá        |
| Amérique du Sud     |                  |                  |                                    |
| 11 mars 2016        | Santiago         | Chili            | Stade national                     |
| 13 mars 2016        | Córdoba          | Argentine        | Stade Mario Alberto Kempes         |
| 15 mars 2016        | Buenos Aires     | Argentine        | Stade José Amalfitani              |
| 17 mars 2016        | Rio de Janeiro   | Brésil           | HSBC Arena                         |
| 19 mars 2016        | Belo Horizonte   | Brésil           | Esplanada do Mineirão              |
| 22 mars 2016        | Brasilia         | Brésil           | Ginásio Nilson Nelson              |
| 24 mars 2016        | Fortaleza        | Brésil           | Stade Governador-Plácido-Castelo   |
| 26 mars 2016        | São Paulo        | Brésil           | Allianz Parque                     |
| Amérique du Nord    |                  |                  |                                    |
| 30 mars 2016        | New York         | États-Unis       | Madison Square Garden              |
| 1er avril 2016      | Montréal         | Canada           | Centre Bell                        |
| 3 avril 2016        | Toronto          | Canada           | Air Canada Center                  |
| 5 avril 2016        | Auburn Hills     | États-Unis       | The Palace of Auburn Hills         |
| 6 avril 2016        | Chicago          | États-Unis       | United Center                      |
| 8 avril 2016        | Edmonton         | Canada           | Rexall Place                       |
| 10 avril 2016       | Vancouver        | Canada           | Rogers Arena                       |
| 11 avril 2016       | Tacoma           | États-Unis       | Tacoma Dome                        |
| 13 avril 2016       | Denver           | États-Unis       | Pepsi Center                       |
| 15 avril 2016       | Inglewood        | États-Unis       | The Forum                          |
| 16 avril 2016       | Inglewood        | États-Unis       | The Forum                          |
| Asie                |                  |                  |                                    |
| 20 avril 2016       | Tokyo            | Japon            | Ryōgoku Kokugikan                  |
| 21 avril 2016       | Tokyo            | Japon            | Ryōgoku Kokugikan                  |
| 24 avril 2016       | Pékin            | Chine            | LeSports Center                    |
| 26 avril 2016       | Shanghai         | Chine            | Mercedes-Benz Arena                |
| Océanie             |                  |                  |                                    |
| 29 avril 2016       | Christchurch     | Nouvelle-Zélande | Horncastle Arena (en)              |
| 1er mai 2016        | Auckland         | Nouvelle-Zélande | Vector Arena (en)                  |
| 4 mai 2016          | Brisbane         | Australie        | Brisbane Entertainment Centre      |
| 6 mai 2016          | Sydney           | Australie        | Qudos Bank Arena                   |
| 9 mai 2016          | Melbourne        | Australie        | Rod Laver Arena                    |
| 12 mai 2016         | Adélaïde         | Australie        | Adelaide Entertainment Centre (en) |
| 14 mai 2016         | Perth            | Australie        | Perth Arena                        |
| Afrique             |                  |                  |                                    |
| 18 mai 2016         | Le Cap           | Afrique du Sud   | Grand Arena                        |
| 21 mai 2016         | Johannesbourg    | Afrique du Sud   | Carnival City Festival Lawns       |
| Europe              |                  |                  |                                    |
| 27 mai 2016[A]      | Dortmund         | Allemagne        | Westfalenhallen                    |
| 29 mai 2016[B]      | Munich           | Allemagne        | Parc olympique de Munich           |
| 31 mai 2016         | Berlin           | Allemagne        | Waldbühne                          |
| 3 juin 2016[C]      | Lucerne          | Suisse           | Allmend Luzern                     |
| 5 juin 2016[D]      | Vienne           | Autriche         | Donauinsel                         |
| 8 juin 2016         | Arnhem           | Pays-Bas         | Gelredome                          |
| 10 juin 2016[E]     | Paris            | France           | Hippodrome ParisLongchamp          |
| 12 juin 2016[E]     | Castle Donington | Angleterre       | Donington Park                     |
| 15 juin 2016        | Oslo             | Norvège          | Telenor Arena                      |
| 17 juin 2016        | Göteborg         | Suède            | Ullevi Stadium                     |
| 19 juin 2016[F]     | Dessel           | Belgique         | Festivalpark Stenehei              |
| 21 juin 2016        | Herning          | Danemark         | Jyske Bank Boxen                   |
| 23 juin 2016        | Kaunas           | Lituanie         | Žalgirio Arena                     |
| 25 juin 2016        | Moscou           | Russie           | Olimpiisky Indoor Arena            |
| 29 juin 2016        | Hämeenlinna      | Finlande         | Kantola Event Park                 |
| 1er juillet 2016[G] | Sopron           | Hongrie          | Lővér Camping Site                 |
| 3 juillet 2016      | Wrocław          | Pologne          | Stade municipal de Wrocław         |
| 5 juillet 2016      | Prague           | Tchéquie         | Eden Aréna                         |
| 6 juillet 2016      | Žilina           | Slovaquie        | Aéroport de Žilina                 |
| 9 juillet 2016[H]   | Viveiro          | Espagne          | Scène principale                   |
| 11 juillet 2016     | Lisbonne         | Portugal         | MEO Arena                          |
| 13 juillet 2016     | Madrid           | Espagne          | Barclaycard Center                 |
| 14 juillet 2016     | Séville          | Espagne          | Stade olympique de Séville         |
| 16 juillet 2016[I]  | Barcelone        | Espagne          | Parque de Can Zam                  |
| 20 juillet 2016[J]  | Nyon             | Suisse           | Plaine de L'Asse                   |
| 22 juillet 2016     | Milan            | Italie           | Mediolanum Forum                   |
| 24 juillet 2016[K]  | Rome             | Italie           | Hippodrome de Capannelle           |
| 26 juillet 2016     | Trieste          | Italie           | Piazza Unità d'Italia              |
| 27 juillet 2016     | Split            | Croatie          | Spaladium Arena                    |
| 30 juillet 2016[L]  | Bucarest         | Roumanie         | Place de la Constitution           |
| 2 août 2016         | Esch-sur-Alzette | Luxembourg       | Rockhal                            |
| 4 août 2016[M]      | Wacken           | Allemagne        | True Metal Stage                   |
| 22 avril 2017       | Anvers           | Belgique         | Palais des sports                  |
| 24 avril 2017       | Oberhausen       | Allemagne        | König Pilsener Arena (en)          |
| 25 avril 2017       | Oberhausen       | Allemagne        | König Pilsener Arena (en)          |
| 28 avril 2017       | Francfort        | Allemagne        | Festhalle                          |
| 29 avril 2017       | Francfort        | Allemagne        | Festhalle                          |
| 2 mai 2017          | Hambourg         | Allemagne        | Barclaycard Arena                  |
| 4 mai 2017          | Nottingham       | Angleterre       | Motorpoint Arena Nottingham (en)   |
| 6 mai 2017          | Dublin           | Irlande          | 3Arena                             |
| 8 mai 2017          | Manchester       | Angleterre       | Manchester Arena                   |
| 10 mai 2017         | Sheffield        | Angleterre       | Sheffield Arena (en)               |
| 11 mai 2017         | Leeds            | Angleterre       | First Direct Arena                 |
| 14 mai 2017         | Newcastle        | Angleterre       | Metro Radio Arena (en)             |
| 16 mai 2017         | Glasgow          | Écosse           | The SSE Hydro                      |
| 17 mai 2017         | Aberdeen         | Écosse           | GE Oil and Gas Arena               |
| 20 mai 2017         | Liverpool        | Angleterre       | Echo Arena (en)                    |
| 21 mai 2017         | Birmingham       | Angleterre       | Barclaycard Arena                  |
| 24 mai 2017         | Cardiff          | Pays de Galles   | Motorpoint Arena Cardiff (en)      |
| 27 mai 2017         | Londres          | Angleterre       | O2 Arena                           |
| 28 mai 2017         | Londres          | Angleterre       | O2 Arena                           |
| Amérique du Nord    |                  |                  |                                    |
| 3 juin 2017         | Bristow (en)     | États-Unis       | Jiffy Lube Live (en)               |
| 4 juin 2017         | Philadelphie     | États-Unis       | Wells Fargo Center                 |
| 7 juin 2017         | Newark O2 Arena  | États-Unis       | Prudential Center                  |
| 9 juin 2017         | Charlotte        | États-Unis       | PNC Music Pavilion (en)            |
| 11 juin 2017        | Tampa            | États-Unis       | Amalie Arena                       |
| 13 juin 2017        | Nashville        | États-Unis       | Bridgestone Arena                  |
| 15 juin 2017        | Tinley Park      | États-Unis       | Hollywood Casino Amphitheatre      |
| 16 juin 2017        | Saint Paul       | États-Unis       | Xcel Energy Center                 |
| 19 juin 2017        | Oklahoma City    | États-Unis       | Chesapeake Energy Arena            |
| 21 juin 2017        | Houston          | États-Unis       | Toyota Center                      |
| 23 juin 2017        | Dallas           | États-Unis       | American Airlines Center           |
| 24 juin 2017        | San Antonio      | États-Unis       | AT&T Center                        |
| 27 juin 2017        | Albuquerque      | États-Unis       | Isleta Amphitheater (en)           |
| 28 juin 2017        | Phoenix          | États-Unis       | Talking Stick Resort Arena         |
| 1er juillet 2017    | San Bernardino   | États-Unis       | San Manuel Amphitheater            |
| 3 juillet 2017      | Las Vegas        | États-Unis       | T-Mobile Arena                     |
| 5 juillet 2017      | Oakland          | États-Unis       | Oracle Arena                       |
| 7 juillet 2017      | Salt Lake City   | États-Unis       | USANA Amphitheatre (en)            |
| 9 juillet 2017      | Lincoln          | États-Unis       | Pinnacle Bank Arena                |
| 11 juillet 2017     | Kansas City      | États-Unis       | Sprint Center                      |
| 12 juillet 2017     | Saint-Louis      | États-Unis       | Hollywood Casino Amphitheatre      |
| 15 juillet 2017     | Toronto          | Canada           | Budweiser Stage (en)               |
| 16 juillet 2017     | Québec           | Canada           | Videotron Centre                   |
| 19 juillet 2017     | Mansfield        | États-Unis       | Xfinity Center                     |
| 21 juillet 2017     | New York         | États-Unis       | Barclays Center                    |
| 22 juillet 2017     | New York         | États-Unis       | Barclays Center                    |

Concerts dans le cadre de festivals
A Ce concert s'est tenu lors du Rock im Revier
B Ce concert s'est tenu lors du Rockavaria
C Ce concert s'est tenu lors du festival Sonisphere
D Ce concert s'est tenu lors du Rock in Vienna
E Ce concert s'est tenu lors du Download Festival
F Ce concert s'est tenu lors du Graspop Metal Meeting
G Ce concert s'est tenu lors du festival Volt
H Ce concert s'est tenu lors du festival Resurrection Fest
I Ce concert s'est tenu lors du festival Rock Fest
J Ce concert s'est tenu lors du Paléo Festival
K Ce concert s'est tenu lors du festival Rock in Roma
L Ce concert s'est tenu lors du festival Rock the City
M Ce concert s'est tenu lors du Wacken Open Air

### Bilan des ventes de tickets
| Lieu                          | Ville            | Tickets vendus/disponibles   | Revenu brut  |
| ----------------------------- | ---------------- | ---------------------------- | ------------ |
| BB&T Center                   | Sunrise          | 12 478/12 478 (100 %)        | 954 111 $    |
| BOK Center                    | Tulsa            | 11 421/11 421 (100 %)        | 702 218 $    |
| Mandalay Bay Events Center    | Las Vegas        | 9 000/9 000 (100 %)          | 862 872 $    |
| Auditorio Citibanamex         | Monterrey        | 7 944/7 944 (100 %)          | 608 921 $    |
| Palais des sports[1]          | Mexico           | 39 059/39 059 (100 %)        | 1 952 233 $  |
| Stade national Jorge González | San Salvador     | 22 041/22 041 (100 %)        | 1 331 925 $  |
| Stade Ricardo Saprissa        | San José         | 16 655/18 000 (92,5 %)       | 996 194 $    |
| Estadio Nacional de Chile     | Santiago         | 54 911/56 674 (96,8 %)       | 2 181 940 $  |
| Stade Mario-Alberto-Kempes    | Córdoba          | 17 680/18 600 (95,1 %)       | 857 309 $    |
| Stade José-Amalfitani         | Buenos Aires     | 32 629/32 629 (100 %)        | 1 558 520 $  |
| HSBC Arena                    | Rio de Janeiro   | 12 219/12 219 (100 %)        | 844 709 $    |
| Esplanada do Mineirao         | Belo Horizonte   | 16 844/16 844 (100 %)        | 1 165 280 $  |
| Ginasio Nilson Nelson         | Brasília         | 10 942/11 380 (96,2 %)       | 631 263 $    |
| Arena Castelão                | Fortaleza        | 23 531/23 531 (100 %)        | 1 449 220 $  |
| Allianz Parque                | São Paulo        | 39 583/39 583 (100 %)        | 2 844 250 $  |
| Madison Square Garden         | New York         | 13 289/13 289 (100 %)        | 1 472 331 $  |
| Centre Bell                   | Montréal         | 14 963/14 963 (100 %)        | 866 918 $    |
| Air Canada Center             | Toronto          | 13 734/13 734 (100 %)        | 889 288 $    |
| The Palace of Auburn Hills    | Auburn Hills     | 10 232/10 900 (93,8 %)       | 750 508 $    |
| United Center                 | Chicago          | 13 968/13 968 (100 %)        | 1 085 976 $  |
| Rexall Place                  | Edmonton         | 12 813/12 813 (100 %)        | 842 035 $    |
| Rogers Arena                  | Vancouver        | 12 478/13 405 (93,1 %)       | 794 762 $    |
| Tacoma Dome                   | Tacoma           | 15 106/15 333 (98,5 %)       | 843 417 $    |
| Pepsi Center                  | Denver           | 11 943/12 411 (96,2 %)       | 836 499 $    |
| The Forum[1]                  | Inglewood        | 24 886/24 886 (100 %)        | 2 218 068 $  |
| Horncastle Arena              | Christchurch     | 6 380/8 545 (74,7 %)         | 460 673 $    |
| Vector Arena                  | Auckland         | 9 966/9 966 (100 %)          | 772 536 $    |
| Brisbane Entertainment Centre | Brisbane         | 8 473/10 412 (81,4 %)        | 678 128 $    |
| Qudos Bank Arena              | Sydney           | 13 476/13 476 (100 %)        | 1 159 760 $  |
| Rod Laver Arena               | Melbourne        | 12 861/12 861 (100 %)        | 1 100 540 $  |
| Adelaide Entertainment Centre | Adélaïde         | 7 569/7 708 (98,2 %)         | 565 887 $    |
| Perth Arena                   | Perth            | 8 785/9 341 (94 %)           | 652 748 $    |
| Waldbühne                     | Berlin           | 20 274/20 274 (100 %)        | 1 602 645 $  |
| Gelredome                     | Arnhem           | 21 439/22 500 (95,3 %)       | 1 683 988 $  |
| Telenor Arena                 | Oslo             | 18 635/18 635 (100 %)        | 1 416 976 $  |
| Ullevi Stadion                | Göteborg         | 54 057/55 000 (98,3 %)       | 4 194 211 $  |
| Jyske Bank Boxen              | Herning          | 11 425/12 000 (95,2 %)       | 1 019 737 $  |
| Kantola Event Park            | Hämeenlinna      | 19 599/20 000 (98 %)         | 1 703 153 $  |
| Stade municipal de Wroclaw    | Wroclaw          | 35 081/37 000 (94,8 %)       | 1 936 579 $  |
| Eden Aréna                    | Prague           | 26 993/30 000 (90 %)         | 1 588 774 $  |
| MEO Arena                     | Lisbonne         | 17 530/17 530 (100 %)        | 910 059 $    |
| Barclaycard Center            | Madrid           | 14 752/14 752 (100 %)        | 1 121 029 $  |
| Mediolanum Forum              | Milan            | 11 264/11 264 (100 %)        | 810 798 $    |
| Piazza Unita d'Italia         | Trieste          | 12 350/13 000 (95 %)         | 912 790 $    |
| Place de la Constitution      | Bucarest         | 14 759/21 000 (70,3 %)       | 665 863 $    |
| Sportpaleis                   | Anvers           | 19 844/19 844 (100 %)        | 1 323 671 $  |
| König Pilsener Arena[1]       | Oberhausen       | 18 880/21 072 (89,6 %)       | 1 464 082 $  |
| Festhalle[1]                  | Francfort        | 23 320/23 320 (100 %)        | 1 758 589 $  |
| Barclaycard Arena             | Hambourg         | 11 380/11 380 (100 %)        | 877 694 $    |
| Motorpoint Arena              | Nottingham       | 8 439/8 439 (100 %)          | 597 855 $    |
| 3Arena                        | Dublin           | 12 447/12 447 (100 %)        | 971 056 $    |
| Manchester Arena              | Manchester       | 13 687/14 898 (91,9 %)       | 978 077 $    |
| Sheffield Arena               | Sheffield        | 9 043/10 566 (85,6 %)        | 639 499 $    |
| First Direct Arena            | Leeds            | 10 273/12 345 (83,2 %)       | 726 101 $    |
| Metro Radio Arena             | Newcastle        | 10 211/10 211 (100 %)        | 719 483 $    |
| SSE Hydro                     | Glasgow          | 12 213/12 369 (98,7 %)       | 865 665 $    |
| Echo Arena                    | Liverpool        | 10 447/10 447 (100 %)        | 734 323 $    |
| Barclaycard Arena             | Birmingham       | 14 821/14 821 (100 %)        | 1 052 078 $  |
| O2 Arena[1]                   | Londres          | 34 427/34 427 (100 %)        | 2 399 119 $  |
| Jiffy Lube Live               | Bristow          | 17 610/22 600 (77,9 %)       | 1 022 485 $  |
| Wells Fargo Center            | Philadelphie     | 13 895/13 895 (100 %)        | 1 193 673 $  |
| Prudential Center             | Newark           | 11 450/11 450 (100 %)        | 964 148 $    |
| PNC Music Pavilion            | Charlotte        | 15 548/18 331 (84,8 %)       | 721 422 $    |
| Amalie Arena                  | Tampa            | 12 781/12 781 (100 %)        | 988 221 $    |
| Bridgestone Arena             | Nashville        | 10 909/13 992 (78 %)         | 763 209 $    |
| Hollywood Casino Amphitheatre | Tinley Park      | 14 015/27 853 (50,3 %)       | 706 186 $    |
| Xcel Energy Center            | St Paul          | 14 494/15 825 (91,6 %)       | 1 148 500 $  |
| Chesapeake Energy Arena       | Oklahoma City    | 5 307/12 862 (41,3 %)        | 357 567 $    |
| Toyota Center                 | Houston          | 9 939/11 433 (86,9 %)        | 825 670 $    |
| American Airlines Center      | Dallas           | 11 685/12 406 (94,2 %)       | 871 044 $    |
| AT&T Center                   | San Antonio      | 13 419/13 742 (97,6 %)       | 904 778 $    |
| Isleta Amphitheater           | Albuquerque      | 13 862/15 387 (90,1 %)       | 538 261 $    |
| Talking Stick Resort Arena    | Phoenix          | 10 475/11 500 (91,1 %)       | 838 216 $    |
| Glen Helen Amphitheater       | Devore           | 23 363/40 000 (58,4 %)       | 1 366 789 $  |
| T-Mobile Arena                | Las Vegas        | 9 033/10 500 (86 %)          | 759 014 $    |
| Oracle Arena                  | Oakland          | 13 413/13 413 (100 %)        | 1 057 284 $  |
| USANA Amphitheatre            | West Valley City | 14 618/19 000 (76,9 %)       | 728 716 $    |
| Pinnacle Bank Arena           | Lincoln          | 7 856/10 000 (78,6 %)        | 622 402 $    |
| Sprint Center                 | Kansas City      | 7 012/8 915 (78,7 %)         | 528 810 $    |
| Budweiser Stage               | Toronto          | 15 671/15 671 (100 %)        | 789 569 $    |
| Centre Videotron              | Québec           | 13 680/13 680 (100 %)        | 856 985 $    |
| Xfinity Center                | Mansfield        | 19 038/19 038 (100 %)        | 873 512 $    |
| Barclays Center[1]            | Brooklyn         | 23 438/23 438 (100 %)        | 2 030 058 $  |
| Total                         | Total            | 1 347 960/1 446 667 (93,2 %) | 91 061 452 $ |

Notes
1 Ces valeurs représentent deux concerts au même endroit.

## Setlist
S'exprimant au sujet de la setlist avant le début de la tournée, le guitariste Janick Gers annonce que le groupe jouera « six ou sept » chansons tirées de The Book of Souls et que ce sera mélangé « avec des chansons plus anciennes afin que tout le monde puisse profiter du concert ». Il suggère également que Hallowed Be Thy Name (issu de The Number of the Beast) fera son retour dans la setlist, après son absence lors du Maiden England World Tour de 2012–2014, et que The Trooper (issu de Piece of Mind) sera aussi joué. Dans une autre entrevue, Bruce Dickinson révèle que soit Run to the Hills, soit The Number of the Beast (deux titres faisant partie intégrante des concerts de puis la sortie de The Number of the Beast) sera exclu.

## Décors

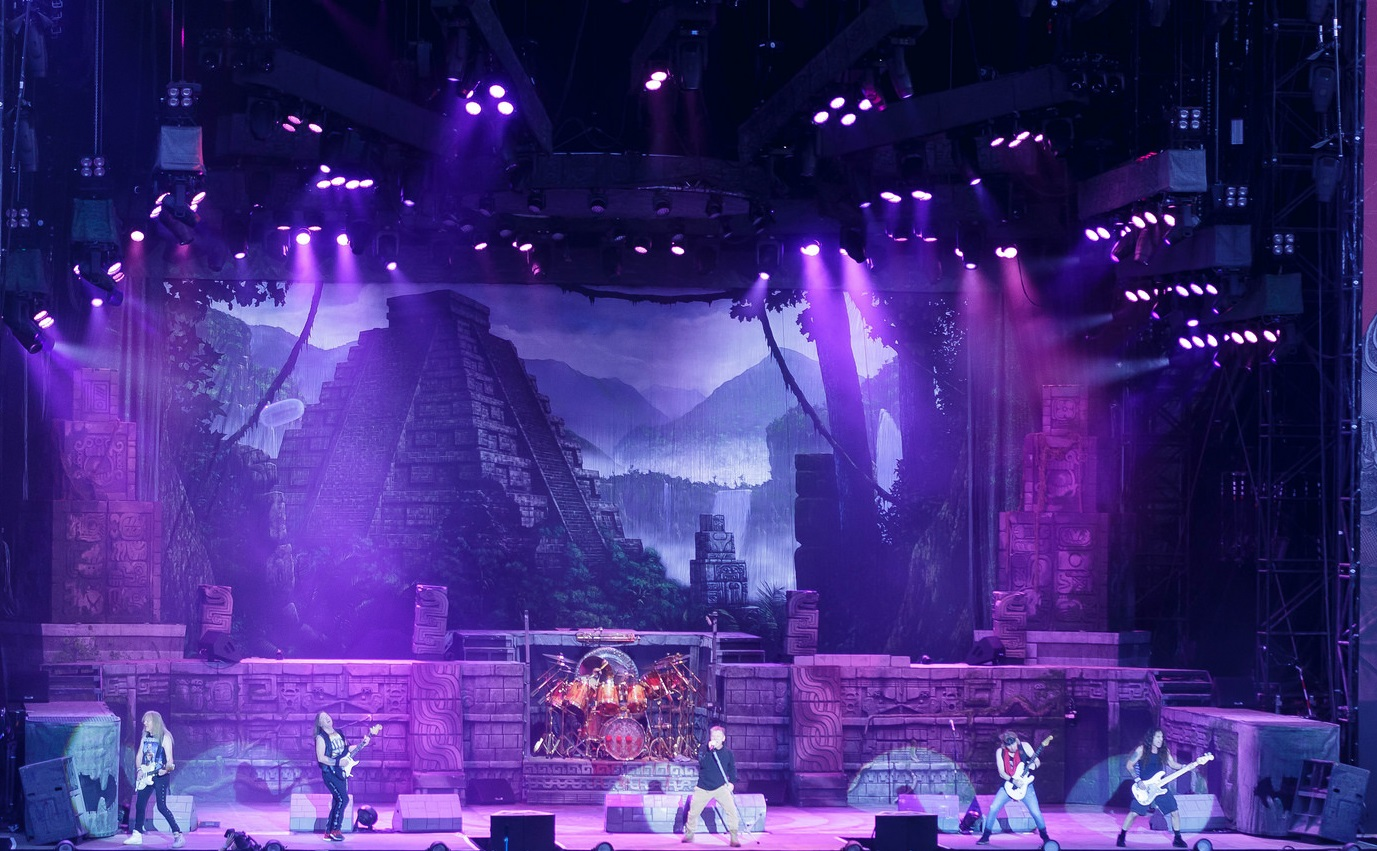
Iron Maiden en concert à Nyon le 20 juillet 2016

En accord avec le titre et le thème de l'album, la scène est décorée de manière à imiter l'architecture maya. La mascotte du groupe, Eddie, sous sa forme maya de la pochette de The Book of Souls, fait son apparition à deux moments du concert : comme une marionnette pendant The Book of Souls et sous la forme d'une tête gonflable pendant Iron Maiden,. En outre, une chèvre/un diable gonflable apparaît durant The Number of the Beast.

## Accueil

### Critiques
La tournée est reçue positivement par les critiques, Loudwire déclarant qu'Iron Maiden « [ne montre] aucun signe de vieillesse et [continue] à démontrer pourquoi ils sont les meilleurs acteurs du heavy metal », tandis que Revolver conclut que le concert d'ouverture du groupe en Floride était « une autre performance mémorable des géants de la musique ». Les performances individuelles des membres du groupes sont aussi bien accueillies, avec le BrooklynVegan mettant en exergue que le groupe a apporté « un niveau d'énergie et d'athlétisme » difficile à imaginer pour un groupe de 40 ans. À la suite de sa guérison du cancer, le chanteur Bruce Dickinson fait l'objet une attention particulière, SouthFlorida.com énonçant que c'était « un tour de force pour Dickinson », tandis que Loudwire déclare que « [ses] tuyaux d'or font preuve de beaucoup de tact » et Tulsa World  que « son interaction avec les membres du groupe et la foule crée un divertissement dynamique ». Outre le chanteur, les autres membres du groupe reçoivent des éloges spécifiques, Tulsa World saluant la dextérité « sophistiquée » du bassiste Steve Harris, alors que SouthFlorida.com déclare que les « guitaristes Adrian Smith, Dave Murray et Janick Gers ont apporté toute la puissance de feu nécessaire à la nuit ».
La performance scénique est également louée, Tulsa World la décrivant comme « une belle pièce d'artisanat ». Revolver estime le concert « plus impressionnant que [...] jamais [...] avec une ambiance de jungle avec des cordes suspendues au plafond et des torches tiki enflammées en arrière-plan » tandis que The BrooklynVegan spécifie qu'il s'agissait d'une « scénographie stupéfiante et immersive avec un talent artistique magnifique et d'autres sons de cloches et sifflements lugubres ». New Times Broward-Palm Beach met lui en évidence les apparitions de la mascotte du groupe, Eddie, autant que celle d'un diable cornu pendant The Number of the Beast, comme étant « des éléments incroyables à voir et impressionnants », alors que Las Vegas Weekly avance que « le concert a [balancé] avec succès entre l'obscurité et la folie, comme le fait Maiden depuis quatre décennies ».

### Performance commerciale
The Book of Souls World Tour est classé en 8e position dans la liste de mi-année des tournées de 2016 de Billboard, avec un revenu brut de 35 055 268 $ pour 34 concerts. De son côté, Pollstar la classe à la 13e position de leur liste de mi-année des tournées mondiales pour un revenu brut de 46,4 millions de dollars pour 46 concerts. En outre, Pollstar la classe aussi à la 32e position dans leur liste de mi-année des tournées nord-américaines 2016, correspondant à un revenu de 15,4 millions de dollars pour 17 concerts
Dans leur liste de fin d'année des meilleures tournées mondiales de 2016, Pollstar classe The Book of Souls World Tour à la 19e position avec un revenu brut de 62,9 millions de dollars pour 59 concerts, tandis que la tournée est classée 80e dans la liste des tournées nord-américaines avec un revenu brut de 15,3 millions pour 17 concerts
Dans la liste de mi-année des meilleurs tournées mondiales de 2017 établie par Pollstar, la tournée est classée à la 29e position avec un revenu brut de 27,9 millions de dollars pour 33 concerts. Fin 2017, elle est classée en 56e position dans leur liste de fin d'année des meilleures tournées mondiales de 2017, ayant rapporté 37,3 millions de dollars et attiré un public de 553 067 personnes lors de 45 concerts

## Membres du groupe
- Bruce Dickinson – chant
- Dave Murray – guitares
- Adrian Smith – guitares, chant et chœurs
- Janick Gers – guitares
- Steve Harris – basse, chœurs
- Nicko McBrain – batterie